# روز بعد (آلبوم)
روز بعد (انگلیسی: The Next Day) بیست و پنجمین آلبوم استودیویی دیوید بویی، موسیقی‌دان انگلیسی است که در چند تاریخ در مارس ۲۰۱۳ از طریق ناشر آی‌اس‌او رکوردز او، تحت مجوز انحصاری کلمبیا رکوردز منتشر شد. این آلبوم بازگشت بویی به ضبط بود که در سال ۲۰۰۴ به‌دلیل حملهٔ قلبی در تور یک واقعیت از میان عموم کناره‌گیری کرده بود. این آلبوم که توسط بویی و همکار دیرینه‌اش تونی ویسکانتی ساخته شد، بین مهٔ ۲۰۱۱ و اکتبر ۲۰۱۲ در شهر نیویورک در فروشگاه مجیک شاپ و استودیو هیومن ورلدواید ضبط شد. این آلبوم با حضور نوازندگان جدید و مشارکت‌کنندگان پیشین، از جمله گری لئونارد، ارل اسلیک، گیل آن دورسی، استیو السون، استرلینگ کمپبل و زکری آلفورد بود. جلسات ضبط به‌صورت کاملاً محرمانه برگزار شد و همهٔ عوامل در امضای توافق‌نامهٔ عدم افشا دخیل بودند.
از نظر موسیقایی، روز بعد اصولاً یک آلبوم راک است که عناصری از آرت راک نیز در خود دارد. مفسران متعددی به ارجاعات بویی به آثار قبلی خود در این آلبوم اشاره کردند. اشعار تاریک آن تا حدودی از مطالعات هنرمند به تاریخ انگلستان و روسیه الهام گرفته شده و انواع مختلفی از مناقشات و موضوعاتی مانند استبداد و خشونت را پوشش می‌دهد. در همین حال، شخصیت‌های آلبوم از سربازان و قاتل‌ها گرفته تا تیراندازان مدرسه و باندهای خیابانی متفاوت هستند. جلد هنری آلبوم توسط جاناتان بارنبروک طراحی شده‌است و نسخه اقتباسی آلبوم «قهرمانان» او در سال ۱۹۷۷ است که شامل یک مربع سفید حاوی عنوان آلبوم است که چهره او را پنهان می‌کند و عنوان «قهرمانان» نیز در آن خط خورده‌است.
اولین تک‌آهنگ آلبوم با نام «الان کجا هستیم؟» و اخبار آلبوم به‌صورت آنلاین و بدون اعلام قبلی در ۸ ژانویهٔ ۲۰۱۳، به‌مناسبت شصت و ششمین سالگرد تولد بویی منتشر شد. او در عرض چند ساعت به تیتر اخبار در سراسر جهان برگشت و طرفداران و رسانه‌هایی که تصور می‌کردند او از موسیقی کناره‌گیری کرده بود، شگفت‌زده شدند. روز بعد پیش‌تر با یک کمپین بازاریابی ویروس‌وار همراه بود در صدر جدول فروش سراسر جهان قرار گرفت و به ترتیب در رتبه‌های اول و دوم جدول آلبوم‌های بریتانیا و بیلبورد ۲۰۰ قرار گرفت. این اولین آلبوم شماره یک او در بریتانیا از سال ۱۹۹۳ و بالاترین جایگاه آلبوم او در ایالات متحده از سال ۱۹۷۶ بود. چندین تک‌آهنگ همراه با موزیک ویدئو در طول سال ۲۰۱۳ منتشر شد. برداشته‌ها و ریمیکس‌های اضافی در نوامبر همان سال در نسخهٔ روز بعد اکسترا قرار گرفتند.
روز بعد با تحسین منتقدان همراه بود و به‌عنوان بازگشتی به سبک خود و بهترین کار این هنرمند در چند دهه تلقی شد. بسیاری آلبوم را به‌دلیل اجراهای گروه پشتیبان و خود بویی، و همچنین از مقایسه‌های مثبت با کارهای قبلی او تحسین کردند. با این حال، برخی عقیده داشتند که موسیقی آن فاقد نوآوری است و آلبوم را طولانی‌تر می‌دانستند؛ این عقاید از سوی زندگی‌نامه‌نویسان بویی تکرار می‌شد. روز بعد یکی از اولین آلبوم‌های غافلگیرکننده در دههٔ ۲۰۱۰ بود و نام آن در نسخهٔ اصلاح‌شدهٔ کتاب رابرت دیمری یعنی ۱۰۰۱ آلبومی که باید قبل از مرگ بشنوی که در سال ۲۰۱۴ چاپ شد، گنجانده شد.